# Lake Billy Chinook
Der Lake Billy Chinook ist ein Stausee im US-Bundesstaat Oregon. Der Stausee wurde vom Energieversorger Portland General Electric zur Stromerzeugung angelegt und staut den Deschutes River, den Metolius River und den Crooked River auf. 

## Geographie
Der dreiarmige Stausee füllt einen von steilen Basaltsäulen umgebenen Canyon aus; den Metolius River auf einer Länge von über 17 Kilometern, den Deschutes River auf fast dreizehn Kilometern und den Crooked River auf über neun Kilometer. Der See ist insgesamt 45 Kilometer lang, hat eine Größe von über 16 Quadratkilometern und hat fast 116 Kilometer Uferlänge. Die durchschnittliche Tiefe beträgt 31 Meter, die tiefste Stelle vor der Staumauer beträgt 120 Meter. An einem Teil des Sees liegt der The Cove Palisades State Park, nördlich des Sees die Warm Springs Indian Reservation. Flussabwärts schließt sich direkt der Lake Simtustus an.

## Staudamm
Der Round Butte Dam, ein Steinschüttdamm, ist 134 Meter hoch, 402 Meter lang und misst an der Basis 762 Meter und an der Spitze 13 Meter. Für den Bau wurden 10 Millionen Tonnen Erde bewegt, der Bau kostete 62 Millionen US-Dollar. Mit dem Bau wurde im März 1961 begonnen. Die ursprünglichen drei Turbinen wurden von Allis-Chalmers geliefert. Der erste Generator ging am 7. August 1964 ans Netz.
Das Wasserkraftwerk des Staudamms verfügt über drei 1000-Kilowatt-Generatoren und ist das größte Wasserkraftwerk, welches vollständig in Oregon liegt. Betrieben wird das Kraftwerk von Portland General Electric.

## Geschichte
Der Stausee wurde nach dem Wasco-Indianer Billy Chinook benannt, der 1843 dem Entdecker und US-Offizier John C. Frémont als Scout diente.
Die Genehmigung der Stämme der Warm Springs Indian Reservation zum Bau des Staudamms wurde 1959 gegen eine jährliche Zahlung von 220.000 US-Dollar erworben. Außerdem erwarben die Stämme das Recht, Angellizenzen im Stausee zu verkaufen. Im Jahr 2002 wurden die Stämme Miteigentümer des Kraftwerks. Der Staudamm wurde 1964 fertiggestellt. Die Ingenieure hatten berechnet, dass es etwa ein Jahr dauern würde, bis der Stausee gefüllt wäre, doch aufgrund Schneeschmelze und heftiger Regenfälle war der See nach einer Woche gefüllt.

## Ökologische Folgen
Der Staudamm schnitt viele Fischarten von ihren Laichgebieten im Oberlauf des Deschutes und Crooked River ab. Obwohl beim Bau Fischtreppen errichtet wurden, ist der Damm für mehrere Arten wie Königslachse unüberwindbar. 